# Gérard Devouassoux
« Devouassoux » redirige ici. Pour les autres significations, voir Devouassoux (homonymie).
Gérard Devouassoux, né le 5 juin 1940 à Sallanches, et mort sur l'Everest le 9 septembre 1974, est un alpiniste et guide de haute montagne français. Il est issu d'une famille de skieurs par ses tantes et son oncle, les Thiolière, tous membres des équipes de France.

## Biographie

### Premières années et obtention du statut de guide
Gérard Devouassoux découvre l'alpinisme à 19 ans alors qu'il prépare les Arts et métiers et, dès 1960, suit le stage d'aspirant-guide où il fait cordée commune avec Charles Bozon, le champion du monde de ski (qui va disparaître avec treize autres grimpeurs dans une avalanche à l'aiguille Verte le 7 juillet 1964). En 1961, il se brise le bassin sur le glacier des Bossons alors qu'il fait son service militaire à l'École militaire de haute montagne (EMHM). Bien que déclaré « invalide » et titulaire d'une carte de priorité dans les transports en commun, Devouassoux revient néanmoins à la montagne en 1962 et réalise en treize heures, avec Yvon Masino (1940-1982), l'ascension la plus rapide effectuée jusque-là de l'éperon Walker. Le 1er février 1963 Devouassoux, avec René Desmaison et le grimpeur Jacques Batkin, s'attaquent à leur première hivernale dans la face nord des Grandes Jorasses. En route, le projet est annulé par la tempête : il ne sera pas renouvelé. Le 18 juin 1963, il entre à l'École nationale de ski et d'alpinisme (ENSA) pour un stage de guide. Sorti premier, il reçoit sa médaille et devient membre de la Compagnie des guides de Chamonix.

### Perfectionnement du sauvetage en montagne
Parallèlement à son métier et à la direction de l'école de ski, Devouassoux devient par force expert en sauvetage en haute montagne. Dans ce devoir qu'il s'impose, il est aidé par Jean-Jacques Mollaret, un officier de gendarmerie qui met alors sur pied le premier  peloton de gendarmerie de haute montagne (PGHM). C'est ainsi que le 20 août 1966 Devouassoux, aux côtés d'Yves Pollet-Villard, Christian Mollier et Yvon Masino, se porte, via la face nord des Drus, au secours de deux alpinistes allemands bloqués : Heinz Schriddel et Hermann Ramisch. Mais, par la face ouest, deux cordées sont déjà engagées en free lance dans le même sauvetage, celle de René Desmaison et celle de Gary Hemming, « le beatnik des cimes ». La cordée Devouassoux arrive à la hauteur de la vire où les Allemands sont bloqués. Pollet-Villard suggère à Desmaison et Hemming d'installer une corde fixe. Elle doit permettre de rapatrier les « naufragés » vers la face nord dont la descente vers Chamonix est la plus aisée et rapide. Les sauveteurs de la face ouest refusent ce transfert en face nord. Lors du même épisode Egle, un jeune alpiniste allemand ami de Ramisch et Schriddel meurt, vraisemblablement d'épuisement. De retour à Chamonix, Devouassoux estime que les cordées « de l'ouest », avec René Desmaison qui a le titre de guide, ont mis les deux rescapés en danger en choisissant la descente la plus longue et périlleuse. C'est alors que naît une durable inimitié entre les deux guides. Les photographies prises par l'équipe Desmaison font la « une » de Paris Match.
Le 25 février 1971 René Desmaison, bloqué avec son compagnon Serge Gousseault dans la face nord de Jorasses, est secouru par Gérard Devouassoux, mais Gousseault est déjà mort. Entre le 11 février, où la cordée dirigée par Desmaison a entamé sa tentative, et le 25 février, jour de son retour à Chamonix, le guide a survécu quatorze jours dans la face nord des Grandes Jorasses. En 1971, Gérard Devouassoux est élu premier adjoint au maire de Chamonix, Maurice Herzog. Choqué par la croissance des accidents de montagne Pierre Mazeaud, grand alpiniste et homme politique, lance alors l'idée de créer un « permis de montagne » dont il faudrait être titulaire pour pratiquer l'alpinisme. Devouassoux s'oppose à ce principe et, choisissant la pédagogie, fonde l'Office de haute montagne. Dans les locaux d'un ancien logis monastique, il installe des guides de haute montagne capables de donner des conseils gratuits. Un ensemble de cartes et de plans et de « topos » sont aussi à la disposition des grimpeurs, ainsi que les prévisions météorologiques. Assez vite, certains guides chamoniards voient dans cet office un outil de concurrence, et il est menacé de fermeture. Gérard Devouassoux se rend donc à Paris, au ministère de l'Intérieur, où il défend « son » office et trouve des sources de financement national. Il obtient gain de cause et les guides civils de l'Office sont ensuite remplacés par des diplômés militaires.

### Annapurna et tentative fatale sur l'Everest
Devouassoux ne renonce pas à l'alpinisme de haut niveau : en 1971, il réalise la première ascension de l'Annapurna sud (7 219 m) avec Georges Payot, Yvon Masino et Maurice Gicquel.
Trois ans plus tard en 1974, déçu et surpris que vingt ans après la conquête de l'Everest par le Néo-Zélandais Edmund Hillary aucun Français ne soit jamais allé au sommet, il monte sa propre expédition, exclusivement composée de guides de Chamonix. L'objectif est de réaliser la première intégrale de l'arête ouest du plus haut sommet du monde, et sans oxygène. Dans la nuit du 9 au 10 septembre 1974, alors qu'il dort au camp II à 6 900 mètres d'altitude, une énorme avalanche balaye un grand couloir sous l'arête. Le souffle de celle-ci déclenche des coulées secondaires qui sont fatales à Gérard Devouassoux et à quatre sherpas dont les tentes sont précipitées dans le vide. Il faut ensuite attendre l'année 1999, soit vingt-cinq ans, pour que la Compagnie des guides de Chamonix consacre sa médaille d'honneur annuelle à la mémoire de Gérard Devouassoux.

## Ascensions
- 1960 : face nord du Petit Dru (3 730 m).
- 1960 : première ascension de l'éperon central des rochers du Parquet (2 024 m, massif du Vercors) avec Christian Mollier et Marc Martinetti.
- 1962 : éperon Walker avec Yvon Masino.
- 1964 : première hivernale de la face nord du Petit Dru avec Georges Payot et Yvon Masino.
- 1971 : première ascension de l'Annapurna sud (7 219 m) avec Georges Payot, Yvon Masino et Maurice Gicquel.